# Милберн (Оклахома)
Милберн (енгл. Milburn) град је у америчкој савезној држави Оклахома.

## Демографија
По попису из 2010. године број становника је 317, што је 5 (1,6%) становника више него 2000. године.
| Група             | 2000.       | 2010.       |
| Белци             | 276 (88,5%) | 250 (78,9%) |
| Афроамериканци    | 0 (0,0%)    | 2 (0,6%)    |
| Азијати           | 0 (0,0%)    | 0 (0,0%)    |
| Хиспаноамериканци | 3 (1,0%)    | 13 (4,1%)   |
| Укупно            | 312         | 317         |